# Osibisa

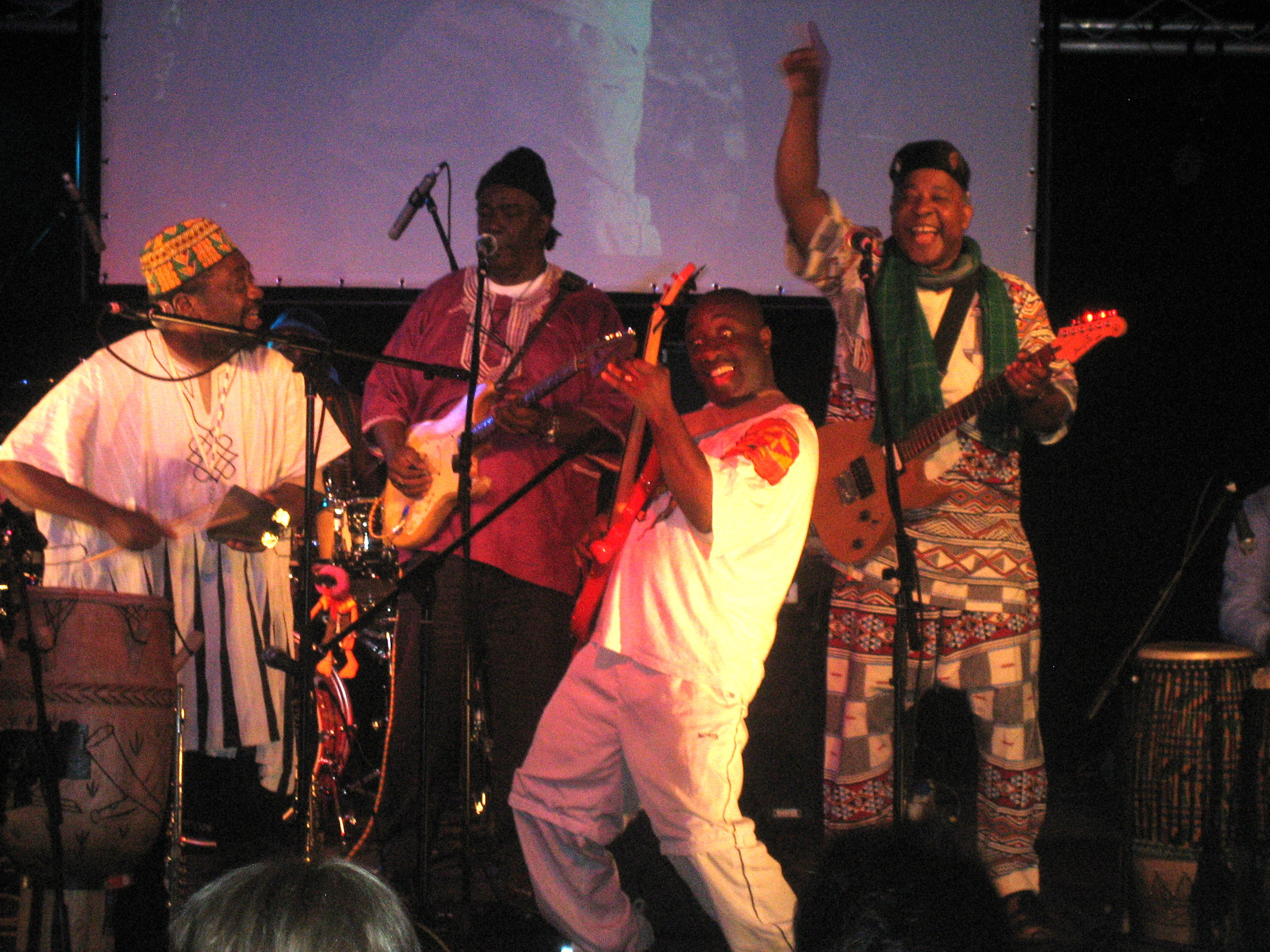
Osibisa

Osibisa is een Afro-rockband waarvan de leden afkomstig zijn uit Ghana en andere Afrikaanse en Caribische landen. Ze zijn vooral bekend van de hits Sunshine Day, Welcome Home, The Coffee Song en een coverversie van Pata pata (Miriam Makeba). Een bekend album van hen is Welcome Home (een uitnodiging aan de Afrikaanse diaspora om terug te keren naar Afrika). Ze hebben ook een stuk percussie meegespeeld op het album Look at yourself (1971), het derde studioalbum van Uriah Heep.
Kofi Ayivor, ex-congaspeler van Osibisa, woont sinds begin jaren tachtig in Nederland. Zangeres Desiree Heslop werd later bekend als Princess.
Van de zeskoppige originele bezetting zijn vier leden gestorven. Fluitist en percussionist Abdul Loughty Lasisi Amao overleed in 1988. In 2010 overleed trompettist en percussionist Mac Tontoh op 70-jarige leeftijd. Eind 2022 overleed percussionist Sol Amarfio op 84-jarige leeftijd. Drummer, zanger en saxofonist Teddy Osei overleed in januari 2025 op 89-jarige leeftijd.